# Obramba rastlin pred rastlinojedi
Obramba rastlin pred rastlinojedi opisuje različne protiplenilske prilagoditve, ki so se razvile pri rastlinah z namenom, da se poveča možnost preživetja in razmnoževanja z zmanjšanjem učinka prehranjevanja rastlinojedov (herbivorov). Vsak tip obrambe rastlin je lahko bodisi konstitutiven (tj. stalno prisoten v rastlini) bodisi induciran (nastane kot posledica poškodbe oz. stresa). Obstajajo različne strategije za obrambo, ki se večinoma uravnavajo s hormoni.
Veliko rastlin proizvaja sekundarne presnovke oz. metabolite, t. i. alelokemikalije, ki vplivajo na vedenje, rast ali preživetje rastlinojedov. Te kemikalije lahko delujejo kot repelenti, toksini ali pa zmanjšajo prebavljivost rastline. Druge obrambne strategije vključujejo mehanično zaščito (npr. s trni), izogibanje rastlinojedom v času in prostoru, kot je npr. sprememba sezonskih vzorcev rasti ali rast na težko dostopnem mestu, preusmerjanje pozornosti rastlinojedov k nebistvenim delom rastline ter pospešena obnova poškodovanih delov. Nekatere rastline privabljajo naravne sovražnike rastlinojedov ter jim dajejo zavetje in hrano, ti pa v zameno ščitijo rastline pred rastlinojedi.
V preteklosti so bile žuželke najpomembnejši rastlinojedi, zato evolucija rastlin sovpada z evolucijo žuželk. Medtem ko se je večina mehanizmov razvila proti žuželkam, so se drugi mehanizmi razvili proti vretenčarjem, kot so ptice in sesalci. Raziskovanje tovrstnih mehanizmov ni pomembno samo z vidika evolucije, pač pa tudi zaradi neposrednega vpliva na kmetijstvo, kot so prehrambeni viri za ljudi in živino ter biološki nadzor škodljivcev, in zaradi iskanja rastlin z medicinskim pomenom.

## Evolucija obrambnih mehanizmov
Prvotne kopenske rastline so se razvile iz vodnih rastlin pred okoli 450 milijoni leti v ordoviciju. Te rastline niso imele žilnega tkiva ter so potrebovale vodo okoli sebe za razmnoževanje. Rastline z razvitim žilnim tkivom so se razvile pozneje in njihova diverzifikacija se je pričela v devonu, tj. pred okoli 400 milijonov let. Zaradi zmanjšane odvisnosti od vode so se razvile druge prilagoditve na življenje na kopnem, kot je zaščitni sloj, ki preprečuje prekomerno izhlapevanje (evaporacijo) vode. Razmnoževanje in razširjanje rastlin v suhih pogojih je bilo omogočeno z razvojem specializiran semenskih struktur. Diverzifikacija cvetočih rastlin v kredi je povezana z nenadno speciacijo pri žuželkah. Ta dogodek predstavlja pomembno silo naravnega izbora v evoluciji rastlin in je povzročil selekcijo tistih rastlin, ki so imele obrambne prilagoditve. Zgodnji rastlinojedi so imeli razvite predvsem čeljusti, zato so le grizli ali trgali rastlinje, pozneje pa je zaradi razvoja rastlin prišlo do koevolucije pri žuželkah zaradi prilagajanja obustnega aparata na nove vire hrane; primer tega je razvoj sesala pri metuljih za hranjenje z nektarjem.